# Kunst und Revolution
Die Aktion Kunst und Revolution, auch bekannt unter der von Boulevardmedien geprägten Bezeichnung Uni-Ferkelei, fand am 7. Juni 1968 vor rund 300 Zuschauern im Hörsaal 1 des NIG (Neues Institutsgebäude) der Universität Wien statt und wurde von den Aktionisten Günter Brus, Otto Muehl, Peter Weibel und Oswald Wiener ausgeführt. Weiters war Malte Olschewski beteiligt.
Die Aktion ging als eine der bekanntesten Performances der Nachkriegszeit in die österreichische Kunstgeschichte ein.

## Die Aktion
Auf Einladung des Bundes sozialistischer Studenten (SÖS), bei der politischen Agitation der Studentenschaft zu helfen, inszenierte Peter Weibel die Aktion „Kunst und Revolution“. Nahezu alle Protagonisten des Wiener Aktionismus waren beteiligt.
In dem zur Verfügung gestellten Hörsaal an der Universität Wien brachen die Künstler gleich mehrere Tabus: Nacktheit, das Verrichten der Notdurft, Masturbation, Auspeitschen, Selbstverstümmelung, das Verschmieren der eigenen Exkremente am eigenen nackten Körper und das Erbrechen durch Reizung des Ösophagus – und das alles unter Absingen der österreichischen Bundeshymne und auf der ausgebreiteten österreichischen Nationalflagge. Eine der Szenen bestand darin, dass der (am Kopf mit Verbandzeug umwickelte) Teilnehmer Malte Olschewski („Laurids“) einen Text verlas, während Otto Muehl versuchte, das Papierblatt mit einem Gürtel zu zerfetzen, dabei aber den Lesenden traf. Das führte zur Bezeichnung „Masochist Laurids“ für den – zunächst unbekannt gebliebenen – Olschewski.

Otto Mühl und Peter Weibel konfrontierten das Publikum mit Reden, die Robert Kennedy und den österreichischen Finanzminister Stephan Koren verspotteten. Die Aktionslesungen „karnevalisierten“ das sich seriös gebende Polittheater der Realpolitik. Peter Weibel beschrieb in einem Interview die Aktion wie folgt:
Brus verstümmelte sich selbst, Mühl simulierte eine Onanierszene, und ich hielt mit brennendem Handschuh einen Vortrag, eine Schimpftirade gegen Österreichs Regierung.
Nicht alle Teile der Aktion waren derart radikal. Wiener etwa hielt einen unverständlichen Vortrag über Input-Output-Theorie.
Manche Reden waren auch inhaltlich nicht verständlich, da Valie Export während einer von Weibels Reden den Lichtkegel eines Scheinwerfers auf einen lichtempfindlichen Widerstand lenkte. Da sich über diesen Widerstand Weibels Mikrofon an- oder abstellen ließ, konnte das Publikum durch Zurufen an Export die Verstärkeranlage des Mikrofons abstellen. Deshalb war Weibels Rede nur verstümmelt zu hören.
Profil beschreibt, dass um Störungen rechtsradikaler Studenten zu vereiteln, Oswald Wiener ein spezielles Sicherheitssystem erdacht hatte: Mittels eigens angefertigter Holzpflöcke wurden die Türen so verbarrikadiert, dass sie von außen nicht mehr zu öffnen waren.

## Reaktion
Der Bund sozialistischer Studenten (SÖS) distanzierte sich nach dem Eklat eilig von den Aktionen der Künstler. Im Hörsaal anwesende Journalisten berichteten ablehnend über die Aktion (die Kronen Zeitung prägte den Ausdruck „Uni-Ferkelei“). Vor allem die Zeitung Express mit dem Reporter Michael Jeannée „hetzte die Volksstimmung zu einem Pogromklima auf“, so Peter Weibel: „Ein Wogen des Austro-Faschismus, worin die Demokratie, Verfassung, Grundrechte jauchzend untergingen.“
Kulturpool beschreibt den historischen Kontext:

„Schwerste Folgen wird der Hörsaalexzess vom vergangenen Freitag für die studentischen Sex-Kommunisten haben“, schrieb anno 1968 die Österreichische Boulevarzeitung „Express“ (die später mit der „Kronen Zeitung“ fusionierte) über die Veranstaltung von Wiener Aktionisten unter dem Titel „Kunst und Revolution“: „Wiens Polizeipräsident Josef Holaubek hat das Kommissariat Innere Stadt persönlich beauftragt: ,Forscht sie aus, vernehmt sie und bestraft sie ...‘“

Die „Hauptakteure des Fäkalfests der Sex-Kommunisten“ (Zitat Jeannée), Günter Brus, Oswald Wiener und Otto Muehl, wurden August 1968 vor Gericht gestellt. Der umstrittene Gerichtsgutachter und Psychiater Heinrich Gross wurde dazu beauftragt, die Aktionisten für das Gericht zu begutachten. Günter Brus attestierte er sogar „Psychopathie“. Dieser äußerte sich in einem Interview dazu:

Ich habe von Groß’ Untaten während der NS-Zeit erst später erfahren. Es wundert mich nicht, dass ausgerechnet er damals auf mich angesetzt wurde. Es gab dann noch einen zweiten Gerichtspsychiater, der – wie ich später erfuhr – in Wiener Bars als Gläserzertrümmerer bekannt war. Also ganz „lupenrein“ war auch der nicht.

Wiener wurde freigesprochen. Otto Muehl wurde wegen „Verächtlichmachung der Bundeshymne“ zu vier Wochen unbedingter Haft verurteilt. Günter Brus wurde für das Singen der Bundeshymne, während er defäzierte, für „Herabwürdigung staatlicher Symbole“ mit sechs Monaten unbedingter Haftstrafe bestraft. Brus flüchtete daraufhin nach Berlin ins Exil. Nicht zuletzt diese Radikalisierung und die mit ihr einhergehenden Auseinandersetzungen führten Anfang der 1970er Jahre zum Ende der Ära des Wiener Aktionismus.

## Geschichtliche Relevanz
Die Oberösterreichischen Nachrichten nannten die Aktion 2018 „Gipfel und Ende der Studenten-Proteste“, Der Spiegel bezeichnet sie als einen Höhepunkt der österreichischen Studentenbewegung. Die Aktion wird im Zusammenhang mit radikaler europäischer Kunst nach 1945 immer wieder in journalistischen und akademischen Publikationen diskutiert und in künstlerischen Retrospektiven präsentiert.
Als „Uni-Ferkelei“ ist die Aktion fast „mythologisch“ in das österreichische Kulturgedächtnis übergegangen und stellt, laut Johannes Grenzfurthner in seiner Dokumentation Glossary of Broken Dreams, ein klassisches Beispiel für radikale Kunst in einer konservativen Disziplinargesellschaft dar. Die Aktion kann für ihn nur im historischen Kontext betrachtet werden, denn die Inhalte der Performance würde 50 Jahre später, in einer neoliberalen Kontrollgesellschaft, gesellschaftlich nicht mehr aufregen können. Auch für den Kunsthistoriker Schrage ist heute schwer zu vermitteln, wie radikal die Aktion war. Journalist Peter Michael Lingens, seinerzeit als Gerichtsreporter des Kurier, meint allerdings, dass es ihm bis heute nicht gelänge, darin ein so bedeutendes Kunstereignis zu sehen, und er halte alle Beteiligten für künstlerisch höchst unbedeutend.
Der ORF schreibt in einer Analyse:

Heute gilt die Aktion „Kunst und Revolution“ als zentraler – und abschließender – Moment des Wiener Aktionismus, sie ist längst in die Kunstgeschichtebücher eingegangen. Und Brus hat inzwischen den Österreichischen Staatspreis bekommen.

## Dokumentation
- Mein Leben – Peter Weibel (ZDF/ORF/arte, 50 Min., 2010, ein Film von Marco Wilms; Heldenfilm), beinhaltet kurze Filmaufnahmen der Aktion „Kunst und Revolution“.
- Glossary of Broken Dreams – Johannes Grenzfurthners Polit-Dokumentation widmet sich u. a. dem Phänomen Kunstskandal und verwendet „Kunst und Revolution“ als Ausgangspunkt.